# Juiz de fora

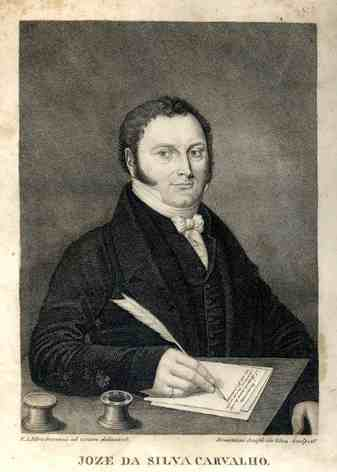
Uno de los primeros cargos públicos del ministro del Reino de Portugal, José da Silva Carvalho, fue juiz de fora en Recardães.

Un juiz de fora (literalmente "juez desde afuera" en portugués) era un magistrado nombrado por el rey de Portugal para actuar donde fuera necesaria la intervención de un juez imparcial, que normalmente sería de fuera de la localidad. En muchas ocasiones, los juízes de fora asumían también un papel político, siendo indicados para presidir cámaras municipales como una forma de control del poder central en el ámbito municipal.

## Historia
La figura del juiz de fora surgió en Portugal en 1327, con el rey Alfonso IV. Este tipo de magistrado era nombrado por el monarca, siendo frecuentemente destinado a otra localidad. La principal función del juiz de fora era vigilar el cumplimiento de la justicia en nombre del rey y de acuerdo con las leyes del reino. Además, la autoridad que gozaba era mucho mayor a la de los jueces ordinarios de los consejos locales.
La introducción de esta figura judicial encontraba su justificación en la necesidad de designar un juez realmente exento de influencias internas, imparcial y, literalmente, de fuera de las poblaciones, a fin de garantizar juicios justos. De facto, el cargo no podía ser ejercido en el lugar de origen o en la residencia habitual del magistrado. Tampoco eran permitidos cualesquiera otros vínculos con la población local, por medio de matrimonio o amistad íntima.
Durante el período de formación de la estructura del Estado, la Corona portuguesa investía a las autoridades locales para debilitar el dominio de los señores feudales. En Brasil, en aquellas áreas de difícil acceso y administración, la figura del juiz de fora era una forma de evitar la adopción de medidas conflictivas con los intereses de la metrópoli.
La consolidación definitiva de la figura jurídica del juiz de fora fue llevada a cabo por el rey Juan III de Portugal, en 1532. Gozando de un amplio dominio de los poderes del Estado, Juan III emprendió una significativa centralización. En 1580, cuando surgió la Unión ibérica con el reinado de Felipe II de España, ya eran más de cincuenta los municipios portugueses gobernados por juízes de fora.
Tras la independencia de Portugal, el reino concentró todas sus fuerzas en la consolidación del poder recién recuperado, tratando de no iniciar conflictos innecesarios. De esta forma, los municipios brasileños mantuvieron su "autonomía" hasta los últimos años del siglo XVII. Recién en 1696, llegó a la ciudad de Salvador de Bahía el primer juiz de fora, dando inicio a una etapa de transición que duraría más de cien años.

## Personalidades que fueronjuízes de fora
- Gregório de Matos Guerra - juiz de fora de Alcácer do Sal.
- João Baptista Felgueiras - célebre magistrado portugués.
- José da Silva Carvalho - ministro del Reino de Portugal.
- Mouzinho da Silveira - reformador administrativo de Portugal
- Tomás Antônio Gonzaga - juiz de fora de Beja, Portugal.